# Домініка Печинські
Домініка Марія Печинські (пол. Dominika Maria Peczynski ; народ. 20 вересня 1970, Варшава, ПНР) — шведська співачка, модель і телеведуча . Учасниця популярної музичної групи «Army of Lovers» .

## Біографія
Народилася у Варшаві в родині поляка і жінки російсько-єврейського[джерело не вказане 2066 днів] походження. У семирічному віці переїхала до Стокгольма . В юності тяжіла до руху хіпі, працювала в стокгольмських модельних агентствах. Жила у Празі, Тель-Авіві, Лос-Анджелесі, займалася стриптизом і сексом по телефону . В рамках останнього заняття вона познайомилася з музикантом Олександром Бардом .
У 1992 році Домініка на запрошення Барда долучилася до створеного ним шведського поп-колективу «Army of Lovers», дебютувавши з піснею «Hasta Mañana» (кавер-версія пісні групи ABBA). На той час вона була добре знайома не тільки з Олександром, але і з іншими членами групи: Жаном-П'єром Барда, який навчався з Домінікою в одній школі, також із Каміллою Ґенемарк, яка залишила колектив незабаром після приходу Домініки, та Мікаелою де ла Кур, що прийшла незадовго до неї, — обидві вони працювали з Домінікою в модельному агентстві Камілли Тулін.
Після розпаду «Army of Lovers» у 1996 році Домініка працювала телеведучою як у межах Швеції («Through The Key Hole», «Genom Nyckelhelet»), так і за кордоном («The Big E», «Scandinavian Summer»), у тому числі, ведучи свою власну програму «Dominika's Planet», яка транслювалася у Великій Британії . У 1998 році вона взяла участь у фотосесії для шведської версії журналу «Playboy» .
5 серпня 2000 року Домініка народила дочку Ханну. З 2005 року бере участь у музичному поп-проекті «Nouveau Riche».
У 2011 році Домініка і Ла Камілла об'єдналися для прийняття участі в запису композиції Do not Try to Steal My Limelight, основним виконавцем якої став шведський травесті Miss Inga . На пісню був також знятий відеокліп. У 2011 році народила сина Гаррі. У 2013 році знову приєдналася до відродженої Army of Lovers.